# PostScript字型
PostScript字型是由Adobe Systems為專業數字排版開發的轮廓字體規範編碼的字體文件。該系統使用PostScript文件格式來編碼字型信息。
PostScript字型也可以單獨用於指代PostScript系統中作為標準包括的基本字體集，例如Times，Helvetica和Avant Garde。

## 历史
Adobe在1984年的PostScript页面描述语言中定义了Type 1和Type 3字型格式。但在1985年3月支持PostScript的激光打印机Apple LaserWriter面世，它才真正流行起来。在当时，轮廓字型只在打印机中使用，屏幕上依旧用位图字体（bitmap fonts）。
尽管在最初，Type 1字型是作为PostScript的一部分出现的，其所采用的一组绘制操作要比普通的PostScript简单（和PDF相类似，循环和变量等编程特性被移除了），但是增加了渲染提示（hints）以提升低分辨率渲染效果。开始的时候，Adobe并没有公开渲染提示方案的细节，用一种简单的加密方案将Type 1轮廓数据和渲染提示保护了起来，加密也延续至今（尽管加密方案和密钥早已被Adobe公开）。但这一加密方案很快被业界同行的反向工程所破解。虽然如此，Adobe仍要求Type 1字型技术的使用者需要许可证授权。许可证的要价在当时看来是颇高的，Adobe的坚守让价格居高不下。正因如此，苹果公司于1991年决定开发自己的TrueType格式。TrueType一经发布，Adobe就公开了Type 1字型格式的定义和说明。
Type 3字型支持PostScript语言的全部特性，但是没有标准的渲染提示实现，也没有加密方案。而Type 2字型成为了现代OpenType字型格式的基础之一。

## 技术
字形（glyph）通过PostScript（PS）语言用三阶贝塞尔曲线（TrueType使用二阶贝塞尔曲线）描述，字形因此可以通过简单的数学变换调整大小，然后被送到PostScript打印机中。因为Type 1数据描述的是字形的轮廓而不是栅格化的图像（即位图），Type 1字型通常被称为“轮廓字型”，以和位图字型（bitmap fonts）相对比。为了满足需要在屏幕上预览字体的用户，利用渲染提示（hints）和抗锯齿技术可以让文字显示效果变得平滑易认。有时也会加入相同字体的位图版本优化屏幕显示。Adobe Type Manager实用程序可以显示Type 1字型。

## 字型类型

### Type 0
根据《PostScript语言参考手册》（第二版），Type 0 是一个「复合」字体格式。主要用于OCF字型（如下述）。

### Type 1
Type 1（也称为 PostScript Type 1、PS1、T1 或 Adobe Type 1）是用于 Adobe Type Manager 软件和 PostScript 打印机的单字节数码字型格式，支持渲染提示信息。最初为 Adobe 的专有规范，但后来 Adobe 将其公开。Mac OS X 和 Windows 2000 及更高版本通过 GDI API 原生支持 Type 1 字体。（但 Windows GDI+、WPF 或 DirectWrite API 不支持）
Adobe已于2021年1月27日宣布将在2023年1月之后终止对Adobe产品中Type 1 字体的支持 。Photoshop 中对 Type 1 字体的支持也于 2021 年结束。

### Type 2
Type 2的本质是一个字符串格式，用于在轮廓字体文件中对字符描述过程进行更为紧凑的表现形式，目的是用在紧凑字体格式（CFF，Compact Font Format）中。它通过使用多参数的运算符、各种预定义的默认值、更有效的编码值分配、字型间（一个字体家族内）共享子例程，它相较于Type 1可以占用更小的空间。 CFF/Type2 格式是 Type 1 OpenType 字体的基础，所以所谓的PostScript或Type 1风格OpenType字体，亦称为OpenType CFF，在CFF表中写入了字形轮廓和渲染提示。从PDF 文件 1.2 开始，CFF 字体可以嵌入PDF文档。

### Type 3
Type 3 字体（也称为 PostScript Type 3 或 PS3、T3 或 Adobe Type 3）内含字形使用 PostScript 语言完整定义，而不是子集。 因此，Type 3 字体可以实现一些 Type 1 字体无法实现的效果，例如指定阴影、颜色和填充图案。 但它不支持渲染提示。Adobe Type Manager 也不支持 Type 3 字体，并且没有一个版本的 Mac OS 或 Windows 将其作为所见即所得字体进行支持。

### Type 4
Type 4 格式用于制作打印机字体盒的字型以及永久存储在打印机硬盘上的字型，字符描述以 Type 1 格式表示。Adobe 对这此专有格式没有公开文档。

### Type 5
Type 5 类似于 Type 4 格式，用于存储在 PostScript 打印机 ROM 中的字型，也被称为 CROM（Compressed ROM）字体。

### Type 14
Type 14，即变色龙字体格式（Chameleon font format），用于在打印机ROM等少量存储空间中能显示大量字体。其核心集由一个主字体（Master Font）和一组字体描述符组成，这些描述符用来指定如何调整主字体以提供特定字体所需的字符形状。Adobe没有公开Type 14 格式的文档。 它于 1997 年随 PostScript 3 一起推出，后来随着存储成本的降低而不再受到重视。

### Type 32
Type 32 用于将位图字体下载到版本号为 2016 或更高版本的 PostScript 解释器。位图字符直接传输到解释器的字体缓存中，由此节省打印机内存空间。

### Type 42
Type 42 字体格式是针对TrueType字体的一个包装器（wrapper），通过在PostScript的打印机中加入TrueType光栅化器（在 PostScript 解释器版本 2010，最初只是选配功能，后来成为标准配备）让其可以打印 TrueType 字体。 PostScript的2015版中添加了对多字节中日韩TrueType字体的支持。之所以不按顺序突然选用数字 42，据说是引用了《银河系漫游指南》中的玩笑。

## 文件格式

### OCF
OCF 即Original Composite Font，是支持双字节文种（比如中文、日文）的字体格式之一，这也是最早能支持东亚文字的 PostScript 字体。由于 Type 1 仅支持单字节（256字），所以 OCF 通过将多个 Type 1 字体数据按照一定形式连接起来封装成一个字体，用来支持双字节（最多可存放65,536字），其轮廓信息表现方式和 Type1 字体相同一样。由于一个字型要四个文件，所谓「复合」（composite）构造很复杂，不能用于 Mac OS X，栅格化费时、不能被轮廓化，也不能嵌入 PDF 文件。

### CID字型
CID键字型（亦称CID字型、CID基础字型，；其中是的缩写，即“字符标识符字体”）原本是为PostScript开发的字体格式，设计用于制作字形数量庞大的字型。CID字型开发用于支持东亚文字集。支持异体字、可以PDF嵌入，也可包含字偶距信息。先对各个文种的字形赋予 CID 编号，再映射到各个文种的编码，这个映射关系存储在CMap（Character Map）数据文件中。一个字体文件里可以有多个CMap的映射，因此支持「字形与码位」之间一对多、多对一的复杂关系。具体分为sfn-CID 和 Naked-CID两种。与CID等同的结构被 TrueType、OpenType继承下来，但改称为GID（Glyph ID）。

### CFF
紧凑字型格式（亦称为Type 2字型格式，或CFF/Type2字型格式）是使用了Type 2字符串、对Type 1无损压缩的一种字型格式。通过使用多参数的运算符、各种预定义的默认值、更有效的编码值分配、字型间（一个字体家族内）共享子例程，它相较于Type 1可以占用更小的空间。Type 1字体可以无损地转换为CFF/Type 2字型，反之亦然。

### 字型格式定义
- Adobe Type 1 Font Format (PDF: 445 KB)（页面存档备份，存于）
- Adobe Technical Note #5015: Type 1 Font Format Supplement (PDF: 225 KB)（页面存档备份，存于）
- Adobe Technical Note #5176: The CFF (Compact Font Format) Specification, (PDF: 251 KB)（页面存档备份，存于）
- Adobe Technical Note #5177: Type 2 Charstring Format (PDF: 212 KB)（页面存档备份，存于）
- Adobe Technical Note #5012: The Type 42 Font Format Specification（页面存档备份，存于）
- Adobe Technical Note #5014: Adobe CMap and CIDFont Files Specification（页面存档备份，存于）
- Adobe Technical Note #5004: Adobe Font Metrics (AFM) File Format Specification（页面存档备份，存于）

### 关于字型
- Font Formats Q&A（页面存档备份，存于）
- Adobe font technical notes（页面存档备份，存于）
- Adobe CID fonts（页面存档备份，存于）
- Adobe Technical Note #5092: CID-Keyed Font Technology Overview（页面存档备份，存于）
- Adobe Technical Note #5178: Building PFM Files for PostScript-Language CJK Fonts（页面存档备份，存于）
- Adobe Technical Note #5641: Enabling PDF Font Embedding for CID-Keyed Fonts（页面存档备份，存于）

### 字符集信息
- Common Character Sets（页面存档备份，存于）
- Adobe Latin Character Sets（页面存档备份，存于）
- Adobe Greek Character Sets（页面存档备份，存于）
- Adobe Cyrillic Character Sets（页面存档备份，存于）
- Adobe Technical Note #5078: Adobe-Japan1-6 Character Collection for CID-Keyed Fonts（页面存档备份，存于）
- Adobe Technical Note #5079: The Adobe-GB1-5 Character Collection（页面存档备份，存于）
- Adobe Technical Note #5080: The Adobe-CNS1-6 Character Collection（页面存档备份，存于）
- Adobe Technical Note #5093: The Adobe-Korea1-2 Character Collection（页面存档备份，存于）
- Adobe Technical Note #5094: Adobe CJKV Character Collections and CMaps for CID-Keyed Fonts（页面存档备份，存于）
- Adobe Technical Note #5097: Adobe-Japan2-0 Character Collection for CID-Keyed Fonts（页面存档备份，存于）

### 关于核心字型
- PostScript Type 1 fonts（页面存档备份，存于）
- Adobe Technical Note #5609: PostScript 3 Core Font Set Overview（页面存档备份，存于）
- The Adobe PostScript 3 Font Set（页面存档备份，存于）
- Apache FOP: fonts（页面存档备份，存于）

### 杂项
- comp.fonts FAQ: OS/2 2.1 and beyond（页面存档备份，存于）
- comp.lang.postscript FAQ
- About Fonts
- Fonts, Fonts, and more Fonts!